# Juju on That Beat (TZ Anthem)
«Juju on That Beat (TZ Anthem)»  (también conocido simplemente como " Juju on That Beat ", " Juju on The Beat " y " Juju on Dat Beat " ) es una canción de raperos de Detroit Zay Hilfigerrr y Zayion McCall. La canción fue publicada originalmente por Zayion de McCall YouTube canal 8 de julio de 2016, como una pista de su mixtape 'Why So Serious?' , Donde recibió más de 16.000 visitas. Se ha publicado en su canal de nuevo el 11 de agosto de 2016, donde recibió más de 40 millones de visitas. La canción se convirtió en un reto de baile viral. La canción entera es un estilo libre sobre el ritmo de la canción "Knuck if You Buck" por Atlanta grupo de hip hop Crime Mob con Lil Scrappy .
El único trazado en los EE. UU. Billboard Hot 100 , donde alcanzó el número 5.
El dúo tuvo apariciones en Livew with Kelly el 19 de octubre de 2016, donde presentaron la canción y le dieron instrucciones sobre los movimientos de baile y en Halloween 31 de octubre de 2016, en The Ellen DeGeneres Show.

## Videoclip
El 2 de noviembre de 2016, un vídeo musical por Juju on That Beat fue subido por los canales de ZayHilfigerrr y Zayion McCall, El ZayNetwork, donde recibió más de 90 millones de visitas. El video fue basado en la película Neighbors. Hannah Talliere hizo un papel en el video.

## Gráficos de posiciones
| Gráfico (2016)                                  | Posición |
| ----------------------------------------------- | -------- |
| Australia ( ARIA )                              | 26       |
| Austria ( Ö3 Austria Top 40 )                   | 69       |
| Bélgica ( Ultratip Flandes)                     | 11       |
| Bélgica ( Ultratip Valonia)                     | 22       |
| Canadá ( Canadian Hot 100 )                     | 13       |
| República Checa ( sencillos digitales Top 100 ) | 96       |
| Francia ( SNEP )                                | 117      |
| Alemania ( listas alemanas Oficiales )          | 53       |
| Irlanda ( IRMA )                                | 43       |
| Países Bajos ( Individual Top 100 )             | 48       |
| Nueva Zelanda ( música grabada NZ )             | 24       |
| Portugal ( AFP )                                | 43       |
| Escocia ( Official Charts Company )             | 41       |
| Suecia ( sverigetopplistan )                    | 56       |
| Suiza ( Schweizer Hitparade )                   | 67       |
| UK Singles ( Official Charts Company )          | 37       |
| EE. UU. Billboard Hot 100                       | 5        |
| EE. UU. Mainstream Top 40 ( Billboard )         | 30       |
| EE. UU. Hot R & B / Hip-Hop Songs ( Billboard ) | 3        |
| EE. UU. rítmica ( Billboard )                   | 20       |

## Certificaciones
| región | Proceso de dar un título | Unidades certificadas / Ventas |
| --- | ------------------------ | ------------------------------ |
| Australia ( ARIA ) | Oro                      | 35.000 ^                       |
| Canadá ( Música Canadá ) | Platino                  | 80.000 ^                       |
| Estados Unidos ( RIAA ) | Oro                      | 500.000                        |
| * Cifras de ventas basado en la certificación por sí solos ^ figuras envíos basado en certificación de por sí las ventas + figuras en streaming basado en la certificación por sí sola |                          |                                |

- Datos: Q28452319